# Radomiak Radom w Pucharze Polski w piłce nożnej
Historia występów Radomiaka Radom w Pucharze Polski sięga 1951 roku, kiedy odbyła się 2. edycja tych rozgrywek. Największym osiągnięciem radomskiej drużyny jest awans do ćwierćfinału, w którym wyeliminowała ją Cracovia (2006/07). Ponadto dwukrotnie udział w rozgrywkach Zieloni kończyli na 1/8 finału (1982/83, 2005/06). Radomiak jest również wielokrotnym zdobywcą Pucharu Polski na szczeblu kieleckiego OZPN-u oraz radomskiego OZPN-u.

## Historia występów w Pucharze Polski
W sezonie 1950/51 Radomiak po raz pierwszy wystartował w Pucharze Polski, ale na samym starcie, w I rundzie, poniósł porażkę w meczu z Concordią Knurów 1:2.
W sezonie 2005/05 grę w Pucharze Polski rozpoczął w I rundzie. W meczu wyjazdowym pokonał Wierzycę Pelplin 4:0. W II rundzie w dwumeczu grał z I-ligowym Górnika Zabrze. W pierwszym spotkaniu, które transmitowała na żywo stacja telewizyjna Polsat Sport, Radomiak zwyciężył 1:0 po bramce Abla Salamiego. Na własnym obiekcie pokonał I-ligowców 3:0, a hattricka w tym spotkaniu zaliczył Abel Salami. W 1/8 finału Zieloni musieli uznać wyższość klubowi z ekstraklasy – Lechowi Poznań, dwukrotnie przegrywając 0:2.
W kolejnym sezonie Radomiak, jako spadkowicz w III lidze, rozpoczął udział w Pucharze Polski w I rundzie, odnosząc zwycięstwo nad LKS-em Poborszów 2:0. W następnym etapie na własnym boisku zwyciężył I-ligową Odrę Wodzisław 1:0. W 1/8 finału pokonał w Łodzi ŁKS 1:0. Zarówno w 1/16 jak i 1/8 finału bramki dla Zielonych strzelił Maciej Terlecki, dzięki czemu radomianie wywalczyli historyczny awans do ćwierćfinału Pucharu Polski. Tym razem Radomiak trafił na kolejnego I-ligowca, Cracovię. W pierwszy meczu przed własną publicznością uległ osłabionej z powodu grypy drużynie rywala 1:3. Radomski zespół zdobył na początku spotkania bramkę, dającą mu prowadzenie. Jeszcze przed przerwą krakowianie wyrównali, a następnie po indywidualnych błędach obrony Radomiaka strzelili dwie bramki, ustalając wynik. Spotkanie rewanżowe również należało do Cracovii, która wygrała 1:0.

## Mecze Radomiaka w Pucharze Polski
| Sezon 1951/52 - I runda: Radomiak Radom – Concordia Knurów 1:2 Sezon 1961/62 - II runda: Karpaty Krosno – Radomiak Radom 8:0 Sezon 1963/64 - II runda: Radomiak Radom – GKS Katowice 0:4 Sezon 1968/69 - 1/16 finału: Radomiak Radom – Szombierki Bytom 1:2 Sezon 1976/77 - 1/16 finału: Radomiak Radom – Pogoń Szczecin 0:2 Sezon 1978/79 - II runda: Legia II Warszawa – Radomiak Radom 1:0 Sezon 1979/80 - II runda: Ostrovia Ostrów Wlkp. – Radomiak Radom 0:4 - III runda: żyrardowianka Żyrardów – Radomiak Radom 0:2 - 1/16 finału: Radomiak Radom – Lech Poznań 1:2 Sezon 1980/81 - II runda: Chemik Kędzierzyn – Radomiak Radom 1:0 Sezon 1981/82 - III runda: Widzew II Łódź – Radomiak Radom 0:3 - IV runda: Błękitni Kielce – Radomiak Radom 2:0 Sezon 1982/83 - II runda: Bug Wyszków – Radomiak Radom 1:1, karne 4:5 - III runda: Legia II Warszawa – Radomiak Radom 0:2 - 1/16 finału: Radomiak Radom – Motor Lublin 3:1 - 1/8 finału: Radomiak Radom – Górnik Zabrze 1:4 Sezon 1983/84 - II runda: Zawisza Bydgoszcz – Radomiak Radom 2:3 - III runda: Polonez Warszawa – Radomiak Radom 1:0 Sezon 1984/85 - III runda: Broń Radom – Radomiak Radom 0:0, karne 5:4 Sezon 1985/86 - II runda: Radomiak II Radom – Avia Świdnik 0:1 - 1/16 finału: Avia Świdnik – Radomiak Radom 1:0 Sezon 1986/87 - II runda: Siarka Tarnobrzeg – Radomiak Radom 2:1 Sezon 1987/88 - II runda: Polonez Warszawa – Radomiak Radom 1:4 - III runda: Radomiak Radom – Jagiellonia Białystok 1:2 | Sezon 1988/89 - II runda: Wisłoka Dębica – Radomiak Radom 2:0 Sezon 1989/90 - II runda: Mławianka Mława – Radomiak Radom 1:2 - III runda: Radomiak Radom – Boruta Zgierz 2:2, karne 10:9 - 1/16 finału: Radomiak Radom – ŁKS Łódź 1:2 Sezon 1990/91 - I runda: Stal Gorzyce – Radomiak Radom 1:0 Sezon 1991/92 - I runda: Podlasie Sokołów Podlaski – Radomiak Radom 1:4 - II runda: Motor Praszka – Radomiak Radom 1:1, karne 5:6 - III runda: Radomiak Radom - Polonia-Samex Bytom 1:1, karne 5:6 Sezon 1992/93 - II runda: Start Krasnystaw – Radomiak Radom 1:1, karne 3:4 - III runda: Radomiak Radom – Siarka Tarnobrzeg 2:1 - IV runda: Radomiak Radom – Polonia Warszawa 1:2 Sezon 1993/94 - I runda: Start Krasnystaw – Radomiak Radom 0:3 - II runda: Radomiak Radom – Stal Stalowa Wola 1:1, karne 5:3 - III runda: Radomiak Radom – Hutnik Warszawa 1:0 - 1/16 finału: Radomiak Radom – Ruch Chorzów 1:4 Sezon 1994/95 - II runda: Wisłoka Dębica – Radomiak Radom 2:1 Sezon 1995/96 - II runda: Radomiak Radom – Avia Świdnik 1:3 Sezon 1997/98 - I runda: Radomiak Radom – Pelikan Łowicz 0:1 Sezon 2005/06 - I runda: Wierzyca Pelplin – Radomiak Radom 0:4 - 1/16 finału: Górnik Zabrze - Radomiak Radom 0:1, 0:3 - 1/8 finału: Lech Poznań - Radomiak Radom 2:0, 2:0 Sezon 2006/07 - I runda: LKS Poborszów – Radomiak Radom 0:2 - 1/16 finału: Radomiak Radom – Odra Wodzisław 1:0 - 1/8 finału: ŁKS Łódź – Radomiak Radom 0:1 - 1/4 finału: Radomiak Radom - Cracovia 1:3, 0:1 |

## Występy w regionalnym Pucharze Polski

### 1950-99. Puchar Polski na szczeblu okręgu i podokręgu
Pierwsze rozgrywki o Pucharu Polski podokręgu radomskiego Kieleckiego Okręgowego Związku Piłki Nożnej odbyły się w 1950 roku. Od następnego roku owe zmagania rozgrywane były na terenie ówczesnego organu kieleckiego.
W 1961 roku zostały przywrócone spotkania o Puchar Polski. W meczu finałowym na szczeblu podokręgu Radomiak pokonał miejscowego adwersarza, Broń 5:1. Zmagania półfinałowe na szczeblu Kieleckiego Okręgowego Związku Piłki Nożnej przeciwko Pirytu Rudki również należały do radomian. W finale Zieloni rozegrali dwumecz z Błękitnymi Kielce. Pokonując kielczan, zdobyli po raz pierwszy w historii klubu Puchar Polski, rozgrywany na terenie okręgu Kielc. W kolejnych latach trofeum zdobyli jeszcze 5 razy (1962/63, 1965/66, 1966/67, 1967/68 i 1975/76).
W 1975 roku nastąpiła zmiana podziału administracyjnego Polski, w wyniku której powstało m.in. województwo radomskie. Od 1977 roku zespół z Radomia brał udział w rozgrywkach pucharowych na terenie Radomskiego Okręgowego Związku Piłki Nożnej. Po mistrzostwo zmagań na tym szczeblu Radomiak sięgał 6 razy, a miało to miejsce w sezonach: 1989/90, 1990/91, 1991/92, 1992/93, 1996/97 i 1999/00.

### 2000-12. Puchar Polski na szczeblu wojewódzkim
W 1999 roku po kolejnej zmianie administracyjnej radomski organ Polskiego Związku Piłki Nożnej wszedł w układ  Mazowieckiego Związku Piłki Nożnej i rozpoczęto prowadzenie rozgrywek na terenie województwa mazowieckiego.
W sezonie 2001/02 rozgrywki o Puchar Polski MZPN Radomiak rozpoczął w 1/16 finału, gdzie zwyciężył KS Warkę 2:0. W następnym etapie przegrał z Mazowszem Grójec 0:3. Rok później udział w turnieju zakończył w 1/2 finału, przegrywając z Pogonią Siedlce. W kolejnym sezonie dotart do ćwierćfinału, gdzie ulegli Żbikowo Nasielsk 1:2.
W następnej edycji rozgrywek Radomiak nie wziął udziału na szczeblu okręgu ani też na szczeblu centralnym, ponieważ w 2004 roku wywalczył awans do II ligi.